# لشاخو
لشاخو (به آلمانی: Lechaschau) یک منطقهٔ مسکونی در اتریش است که در ناحیه رویت واقع شده‌است. لشاخو ۶٫۱ کیلومتر مربع مساحت دارد ۸۴۶ متر بالاتر از سطح دریا واقع شده‌است.